# 詹姆斯·巴杰尔谋杀案
詹姆斯·巴尔杰谋杀案（英語：Murder of James Bulger）是一桩发生于1993年2月12日的英国利物浦默西塞德郡的凶杀案，两名当时年仅10岁的男童诱拐一名2岁男童詹姆斯·巴尔杰（英語：James Bulger），并将其虐待致死。此案凶手是英国现代历史上年龄最小的杀人犯，并且性质十分恶劣，因此一度引起社会强烈反弹，甚至官方不得不迫于社会压力公佈兇手真實姓名及加長刑期。

## 案发经过

### 起因
1993年2月12日，两名10岁的男童罗伯特·湯普遜（Robert Thompson，1982年8月23日—）和乔恩·维纳布尔斯（Jon Venables，1982年8月13日—）因爲逃學而在学校相遇。两人都是逃學「惯犯」，发现彼此臭味相投，一见如故，于是结伴外出捣乱。起初他们在布特尔（Bootle）的新海滨购物中心（New Strand Shopping Centre）行窃，遭窃物品包括甜点、巨魔娃娃玩具（Troll doll）、电池以及一罐亨宝牌（Humbrol）蓝色顏料；接着他们跑到麦当劳踩髒凳子，直到被店员赶出去。之後他们商量後决定绑架一名小孩，用偷来的东西作弄他。

### 誘拐
兩人首先找到一對幼兒，試圖將他誘拐，一旁的母親警覺地將自己的孩子們叫到身边。然而，當母亲转身去結賬時，兩人又將其中一名幼兒帶走，幸虧她即時發現，衝到門外將孩子追回。兩人随後想到糖果店裏孩子多，於是來到糖果店，卻發現店铺已經關門。不過，一旁的肉店（A.R. Tym's butcher's shop）前站著一名2歲幼兒，他正是詹姆斯·巴爾傑（James Patrick Bulger，1990年3月16日生）。
詹姆斯·巴爾傑一家住在默西塞德郡克比镇（Kirkby, Merseyside），當天他由母親丹妮絲·巴爾傑（Denise Bulger）帶領著來到新海濱購物中心採購，丹妮絲在下午3點40分的时候将孩子留在肉铺等候，自己則去收銀檯結帳。根據事後監視器畫面顯示，下午3點42分左右，喬恩先是和詹姆斯交談，隨後將他帶出購物中心。
三人沿著利茲-利物浦運河（Leeds and Liverpool Canal）走了大概四公里。途中，羅伯特和喬恩毆打受驚而哭鬧的詹姆斯，以及恐嚇詹姆斯將他推入河中。事後統計有38名路人目睹到他們，但絕大多數人沒有干涉他們，因為都以為這只是一家人的打鬧。有兩名路人試圖制止羅伯特和喬恩的毆打行為，他們卻偽善告訴路人他們正帶領迷路的詹姆斯前往警局。其中一名路人向他們指出警局方向，然而他們又向反方向走去。後來，兩人帶著詹姆斯進入一家寵物店，店員對他們起了疑心，設法不讓他們離開。但不巧街上著火，兩人趁亂又帶著詹姆斯溜走了。

### 谋杀
两人将詹姆斯带到沃顿小鎮。在鎮上，他們發現对街有警局，两人迟疑片刻後，改道陡峭的浅滩，最终来到一处鲜有人至的靠近安菲尔德公墓和废弃的沃顿安菲尔德火车站的铁轨旁。罗伯特和乔恩开始对詹姆斯拳打脚踢，搬起重達10公斤的鐵軌用魚尾板砸他的头部，在他的左眼及脸上涂抹涂料，让他吃掉电池，並脱掉了他的鞋、襪、長褲及內褲，性虐他的生殖器，可能还将电池塞入他的肛门。就这样，将詹姆斯虐待致死。發現詹姆斯死亡後，两人还把詹姆斯的尸体放上铁轨，將詹姆斯的頭部埋入道碴碎石中，试图利用火车碾过来製造事故假象。
两人离开後，尸体被一列火车轧成两截。直至2月14日，詹姆斯的尸体才被警方找到。

## 調查及審訊
詹姆斯的母亲丹妮丝女士发现詹姆斯不见後，心急如焚的她立即向警方报案。警方通過監控錄像發現嫌疑人的行蹤，於是在全城通緝這名「10歲至14歲的學齡兒童」，並開始在各學校排查當日逃課的學生。最終，一名女性向警方檢舉喬恩，她表示知曉喬恩在当日逃课。另有的一名匿名母親表示自己的兒子羅伯特·湯普遜當日曾逃學，並且衣服上有藍色塗料痕跡。隨後警方將羅伯特和喬恩逮捕。
警方從兩人的衣服上發現了與詹姆斯身上一樣的藍色塗料，兩人的衣服和鞋上也發現了血跡，通過DNA鑒定確認是詹姆斯的血液。羅伯特的鞋頭的形狀也與詹姆斯臉上的淤青形狀相吻合，證明羅伯特穿著這雙鞋踢過詹姆斯的臉部。案發現場還發現了兩人的指紋。
擁有這些確鑿的證據後，警方於1993年2月20日指控兩人犯謀殺和綁架，於22日將他們移往南塞弗頓少年法庭（South Sefton Youth Court）候審。警方和司法部門對媒體公佈兩人的身份時，將羅伯特稱爲「男孩甲」（Boy A），將喬恩稱作「男孩乙」（Boy B）。愤慨的民众要求官方公佈真实姓名，迫于社会压力，官方只好公佈。
對兩人的審訊過程，可謂十分艱辛。一開始，兩個孩子否認這些指控，爲逃脫罪責無所不用其極，哭鬧、吼叫、捏造案情、互相推諉指責以及言語衝突等。最後在確鑿的證據面前，兩人才沒有反抗，供述了犯罪細節，包括他們用糖果引誘詹姆斯，以及用魚尾板墜擊詹姆斯的頭部等。
根據屍檢報告，被害人詹姆斯身上共有42處損傷，每一處傷害都不是致命性的，意即受害人是在慢性折磨中致死的。其中，被魚尾板墜擊頭部導致受害人顱骨十處骨裂。在受害人的口中發現電池、生殖器的包皮曾被暴力翻弄。警察懷疑案中存在性犯罪動機，雖然受害人的肛門中沒有發現電池，但兩人仍被懷疑將電池塞入受害人的肛門。然而兒童精神病學家法艾琳·维扎德博士（Dr. Eileen Vizard）否認了他們的性犯罪動機的嫌疑。

## 審判
1993年11月1日，普雷斯顿皇家法庭（Preston Crown Court）正式开庭审理此案。有近500名示威者集结在法庭外要求重判凶手。
在法庭上，兩人坐在被墊高了的椅子上，除了面對謀殺、綁架及绑架未遂的指控時均全盤否認，此外便一直几乎保持沉默。在審判過程中，艾琳·维扎德博士给做乔恩和罗伯特做了一系列能力判断题後，确认两人「完全具备分辨是非的能力」。控方带头律师理查德·亨利克斯御用大律师（Richard Henriques QC）通过艾琳的结论，成功推翻了针对乔恩和罗伯特的「儿童无犯罪能力」的假定。艾琳还指出，罗伯特在虐待詹姆斯之後自己也患上創傷後壓力症候群。
當庭法官莫兰（Justice Morland）憑藉呈堂證供和長達20小時的審訊錄音，宣佈两人犯下「無比邪恶和殘暴」（Unparalleled evil and barbarity）之罪，而他们的行为「狡猾且非常恶毒」（cunning and very wicked），因此谋杀、绑架及绑架未遂罪名成立。至此，罗伯特和乔恩也就成为了英国现代历史上年纪最小的杀人兇手。莫兰法官建议判處至少8年監禁，並規定了出獄後不得作出的具體行為，如终生不得回到案發地默西塞德郡、两人终生不得互相联络等，必須接受定期檢查。宣判後不久，英国最高法院的首席法官泰勒勋爵（Baron Taylor of Gosforth, Lord Chief Justice of England and Wales）表示应该将两人的刑期增至至少10年。
此後，英國《太陽報》又徵集了28萬人的請願加刑的簽名，提請當時的英國內政大臣麥克·霍华德（Michael Howard），麥克被迫干涉此案，最後兩人的刑期被增至15年。1999年，歐洲人權法院（European Court of Human Rights）认为两个少年犯遭受了「不公正待遇」，应当予以重新定夺。2000年时，两人因爲在狱中表现良好，刑期被减到8年。

## 社会反响及事件背後
案件被披露後，社會反響極其強烈：
1. 案發地鐵軌旁鋪滿了自發前來弔唁的民眾獻上的鮮花。[19]
2. 某家報紙在刊文中譴責38名不施援手的路人，將他們稱作「利物浦38人」（Liverpool 38）。[14]
3. 爲他們指出警局方向的路人事後表現得十分悔恨及自責，稱「真希望当时我付出了行动」。[8]
4. 兩名兇手的家庭都受到死亡威脅，不得不搬遷至其他城市。而後來在其他城市，喬恩也因爲被認出而再次遭到死亡威脅。[12]

關於兩人為何犯下如此惡劣的罪行，社會上議論不休。媒體發現，乔恩生活在一個破裂的家庭中，他的兄妹患有智力发育障礙，自己受到冷落，缺乏正常的家庭教育。罗伯特则在「老欺少、大欺小」的大家庭中受夠欺侮。因此家庭環境及教育的主題也成為人們對此事件關注的焦點。
也有人認為，在乔恩公寓中搜出的影片《鬼娃回魂3》（Child's play 3）和《铁路少年》（The Railway Children）極有可能是對他們的殘忍性格的塑造有幫助。不过时任英国国务大臣戴維·麥考萊恩（David Maclean）立刻出面否认了这一点。

## 事件後续

### 狱中状况
1. 英国《卫报》曾报道，罗伯特和乔恩在服刑期间接受了系统的教育，并均已通过高中课程考试（A-Level）。[14]
2. 2010年4月19日，英國《每日郵報》曝光了喬恩的「豪華監獄」，內設寬頻電視、電子遊戲、吉他、音響系统以及个人健身房。監獄管理者出面表示，這是因爲發現喬恩的精神和身體狀況都出現惡化，出於人道考慮，獲悉其喜歡搖滾樂後，防止其自殺而給予的「特權」。[21]
3. 服刑期间，两人偶尔会由监视人带领外出。罗伯特14岁时到过湖区、购物中心以及影院。乔恩则到过威尔士观看曼联球赛，在威根游泳。
4. 据负责记录罗伯特的监视人巴顿·莫斯（Barton Moss）称，罗伯特在服刑期间表现良好，努力改造自己、适应环境，没有抱怨。16岁时候还在狱中交到一名女友，这名女生因故在此服刑一年。但罗伯特在提及此案时，仍然会出现创伤後应激障碍症状。[22]

### 出狱生活
2001年6月的假释听证会上，以「经鉴定两人不会对市民的安全造成威胁」为理由，罗伯特和乔恩刑满释放，在一片争议声中出狱。两人受到保护，以全新的名字、住址等，开始新生活。

#### 喬恩
2002年3月獨立生活後，喬恩曾與一名帶有5歲孩子的女人確認戀愛關係。喬恩21歲時，内政部的法医精神病学家蘇珊·貝莉博士（Dr. Susan Bailey）聲稱，回顧其小時候的性犯罪嫌疑，再對比當前的他，可以確認其「沒有性犯罪傾向」。
然而，出獄後的乔恩多次因斗殴與持有可卡因而被警方传唤。2010年2月，已经27岁的乔恩向假释官报告自己身份泄露，面临严重的生命威胁。警方在协助乔恩转移的时候，發現其電腦中存有大量兒童色情影音資料，隨即將喬恩送返監獄。經過審訊，得知他曾偽裝爲35歲的戀童癖母親，在網絡上下載並傳播兒童色情，並有可能曾犯下猥褻兒童罪。2010年7月23日，喬恩因管有兒童色情資料、付費下載及傳播兒童色情資料而被判處兩年監禁。2011年5月4日有報導指出，喬恩被再度賦予全新身份，獲得假釋。2013年7月4日，有报道稱英格兰和威尔士假释委员会（Parole Board for England and Wales）批准釋放喬恩，最終喬恩於2013年9月3日正式獲釋。
2018年，乔恩再度因涉及儿童色情资料的罪行而被判监禁40個月。據悉，被查出電腦上存有兒童色情資料時，他的妻子正在一旁，當時才意識到喬恩的駭人過往。她是在喬恩出獄後與他結婚的。

#### 羅伯特
2006年有消息稱羅伯特正處於穩定的同性戀愛關係之中，與男友定居於英格蘭西北部。

## 相关作品
- ，以此案为灵感创作的小说改成的同名电影。
- 《羁押》，讲述这一事件的短片，获得了第91屆奧斯卡金像獎的最佳實景短片獎提名[29]。